# Argyrolepidia inconspicua
Argyrolepidia inconspicua är en fjärilsart som beskrevs av Rothschild 1896. Argyrolepidia inconspicua ingår i släktet Argyrolepidia och familjen nattflyn. Inga underarter finns listade i Catalogue of Life.